# Jam-Aliň
Jam-Aliň (rusky Ям-Алинь) je horský hřbet na hranici Chabarovského kraje a Amurské oblasti v Rusku. Tvoří severní pokračování Burejského hřbetu.
Pohoří se táhne od severu na jih v délce asi 180 km, dosahuje šířky 30-40 km. Průměrná výška je 1600 až 2000 m, maximální výšky 2298 m n. m. dosahuje ve střední části svým nejvyšším vrcholem Gorod Makit. Jam-Aliň tvoří rozvodí mezi Selemdžou na západě a Amguněm na východě. Pramení zde řeka Nimelen.
Povrch je rozčleněn početnými říčními údolí. Jam-Aliň je složen především ze žuly, krystalické břidlice a částečně písečno-hlinitými usazeninami.
Na svazích hor rostou převážně modřínové lesy, které obývají především medvěd hnědý, los, kabar pižmový, rys, sobol, hranostaj a veverky. V nižších výškách pohoří roste především limba zakrslá.